# Guatteria gentryi
Guatteria gentryi este o specie de plante angiosperme din genul Guatteria, familia Annonaceae, descrisă de Paulus Johannes Maria Maas și Erkens. Conform Catalogue of Life specia Guatteria gentryi nu are subspecii cunoscute.